# Флаг Черниговского района (Черниговская область)
Флаг Черниговского района (укр. Прапор Чернігівського району) — официальный символ Черниговского района Черниговской области Украины, утверждённый решением районного совета 17 июня 2004 года.

## Описание
Флаг представляет собой прямоугольное полотнище с соотношением ширины к длине 2:3, состоящее из двух ровных горизонтальных полос: верхняя — белого цвета, нижняя — зеленого. В верхнем углу у древка на белом поле изображен герб района, высота которого составляет треть высоты флага.

## Символика
Белая полоса символизирует верность, миролюбие и искренность, а зеленая — изобилие и богатство Полесского края.